# Bomolochus bellones
Bomolochus bellones is een eenoogkreeftjessoort uit de familie van de Bomolochidae. De wetenschappelijke naam van de soort is voor het eerst geldig gepubliceerd in 1833 door Burmeister.